# Dialeurodes indicus
Dialeurodes indicus là một loài côn trùng cánh nửa trong họ Aleyrodidae, phân họ Aleyrodinae.
Dialeurodes indicus được David & Subramaniam miêu tả khoa học đầu tiên năm 1976.